# Лам, Моника
Моника С. Лам — профессор факультета информатики Стэнфордского университета, основатель компаний MokaFive и Omlet, соавтор второй редакции канонического учебника по проектированию компиляторов «Компиляторы: принципы, технологии и инструменты».
Моника Лам получила степень бакалавра в Университете Британской Колумбии в 1980 году. В 1987 в Университете Карнеги — Меллон она защитила диссертацию доктора философии по теме «Оптимизирующий компилятор для систоличного массива» (англ. A Systolic Array Optimizing Compiler). Вскоре после защиты она присоединилась к Стэнфордскому университету, в котором и работает по сей день (на 2016 год) с небольшой паузой в 1998 году, когда она ушла во временный отпуск и работала главным научным сотрудником в свежесозданной тогда компании Tensilica.
Исследования Моники Лам покрывают такие темы, как теория компиляции, анализ программ, операционные системы, компьютерная безопасность, архитектура, высокопроизводительные вычислительные системы. На 2016 год она заведует лабораторией MobiSocial, а раньше руководила проектом «Промежуточный формат Стэнфордского университета» (англ. Stanford University Intermediate Format, SUIF). Проект SUIF завершился успешно, разработкой компиляторной инфраструктуры для разработки новых техник оптимизации и параллелизации.
Моника Лам входит в редакционные коллегии высокорейтинговых журналов и регулярно возглавляет организацию научных конференций по компиляторам, языкам, операционным системам и архитектуре компьютеров или приглашается пленарным докладчиком, а также является получателем разнообразных премий за лучшие статьи и за наиболее цитируемые статьи. Она написала более сотни конференционных и несколько десятков журнальных статей, её индекс Хирша — 67. С 2007 года она выбрана членом Ассоциации вычислительной техники.